# Габріел Стрефецца
Габріел Стрефецца (порт. Gabriel Strefezza, нар. 18 квітня 1997, Сан-Паулу) — бразильський футболіст, вінгер італійського клубу «Лечче». Також має італійське громадянство.

## Ігрова кар'єра
Народився 18 квітня 1997 року в бразильському Сан-Паулу в родині італійського походження. Займався футболом в системі клубу «Корінтіанс», а 2016 року був запрошений до італійського клубу СПАЛ.
В переможному для СПАЛ у другому італійському дивізіоні сезоні 2016/17 взяв участь в одній грі. Утім для рівня елітного італійського дивізіону гравець на думку тренерського штабу команду був недостатньо готовий, тож влітку 2017 його було віддано в оренду до третьолігового «Юве Стабія», а за рік — до друголігового «Кремонезе».
Повернувшись з останньої оренди, виборов конкуренцію за місце в основному складі СПАЛа і по ходу сезону 2019/20 взяв участь у 32 іграх елітного італійського дивізіону. Утім не зумів допомогти команді зберегти місце в Серії A і наступний сезон відіграв за неї вже у другому дивізіоні.
Влітку 2021 року перейшов до іншої друголігової команди, «Лечче». Відразу став не лише її стабільним основним гравцем, але й одним з найкращих бомбардирів. Його 14 голів у 35 іграх Серії B сезоні 2021/22 допомогли «Лечче» стати переможцем цього турніру і повернутися до найвищого дивізіону.

## Статистика виступів

### Статистика клубних виступів
Станом на 11 липня 2023
| Сезон             | Команда           | Чемпіонат         | Чемпіонат | Чемпіонат | Національний кубок | Національний кубок | Національний кубок | Континентальні кубки | Континентальні кубки | Континентальні кубки | Інші змагання | Інші змагання | Інші змагання | Усього | Усього | Усього |
| Сезон             | Команда           | Ліга              | Ігор      | Голів     | Ліга               | Ігор               | Голів              | Ліга                 | Ігор                 | Голів                | Ліга          | Ігор          | Голів         | Ігор   | Голів  |        |
| ----------------- | ----------------- | ----------------- | --------- | --------- | ------------------ | ------------------ | ------------------ | -------------------- | -------------------- | -------------------- | ------------- | ------------- | ------------- | ------ | ------ | ------ |
| 2016–17           | СПАЛ              | B                 | 1         | 0         | КІ                 | 0                  | 0                  | -                    | -                    | -                    | -             | -             | -             | 1      | 0      |        |
| 2017–18           | «Юве Стабія»      | C                 | 32+3      | 3+0       | КІ+КІ-C            | 1+2                | 0+1                | -                    | -                    | -                    | -             | -             | -             | 38     | 4      |        |
| 2018–19           | «Кремонезе»       | B                 | 23        | 1         | КІ                 | 1                  | 0                  | -                    | -                    | -                    | -             | -             | -             | 24     | 1      |        |
| 2019–20           | СПАЛ              | A                 | 32        | 1         | КІ                 | 1                  | 0                  | -                    | -                    | -                    | -             | -             | -             | 33     | 1      |        |
| 2020–21           | СПАЛ              | B                 | 29        | 4         | КІ                 | 2                  | 0                  | -                    | -                    | -                    | -             | -             | -             | 31     | 4      |        |
| Усього за СПАЛ    | Усього за СПАЛ    | Усього за СПАЛ    | 61        | 5         |                    | 3                  | 0                  |                      | -                    | -                    |               | -             | -             | 64     | 5      |        |
| 2021–22           | «Лечче»           | B                 | 35        | 14        | КІ                 | 1                  | 0                  | -                    | -                    | -                    | -             | -             | -             | 36     | 14     |        |
| 2022–23           | «Лечче»           | A                 | 35        | 8         | КІ                 | 1                  | 1                  | -                    | -                    | -                    | -             | -             | -             | 36     | 9      |        |
| Усього за «Лечче» | Усього за «Лечче» | Усього за «Лечче» | 70        | 22        |                    | 2                  | 1                  |                      | -                    | -                    |               | -             | -             | 72     | 23     |        |
| Усього за кар'єру | Усього за кар'єру | Усього за кар'єру | 187       | 31        |                    | 10                 | 2                  |                      | -                    | -                    |               | -             | -             | 197    | 33     |        |